# Ashtar Command
Ashtar Command es una banda estadounidense de música indie compuesta por Chris Holmes y Brian Liesegang. La banda ha lanzado un álbum de estudio, Love Songs In Advance of the Landing, y un EP, Holding Out For Love. Sin embargo, el dueto es conocido por algunas de sus canciones que aparecieron en películas, series o anuncios de televisión y videojuegos; entre los que destacan canciones para anuncios de Microsoft Zune y el automóvil Nissan Altima, para la banda sonora de Los vengadores, Spread, Fragments la serie de televisión The O.C. y el videojuego FIFA 13. Uno de sus trabajos más recientes fue la composición de la canción "Deadman's Gun" para la banda sonora del videojuego de Rockstar Games Red Dead Redemption, y que aparece en los créditos finales del juego.

## Discografía
- Love Songs In Advance of the Landing (2008)
- Holding Out For Love (2010)

### Apariciones
- "Solve My Problems Today", de la banda sonora de Los vengadores (1998)
- "Into Dust", de Music from the OC: Mix 6 (2006)
- "Deadman's Gun", de la banda sonora de Red Dead Redemption (2010)